# Ray Dolby
Ray Dolby, rodným jménem Ray Milton Dolby (18. ledna 1933 – 12. září 2013) byl americký vědec, technik a vynálezce. Jeho práce se primárně orientovala na analýzu a zpracování zvuku a znamenala výrazný kvalitativní posun v oblasti hudebního a filmového průmyslu.

## Dětství a studia
Ray Milton Dolby se narodil v Portlandu, ale vyrůstal v San Francisku. Jeho otec Earl Milton Dolby byl také vynálezce.
Už jako student pracoval v roce 1949 na vedlejší úvazek ve společnosti Ampex v Redwood City, kde pracoval s jejich prvním magnetofonem a pomáhal při vývoji záznamu videa na pásku. Byl studentem a bez titulu, jeho funkce byla jen „poradce“, ale Dolby sehrál klíčovou roli v úsilí, které dovedlo Ampex k prototypu kvadruplexného videorekordéru v dubnu 1956 a jeho výrobě.

## Kariéra
V roce 1957 Dolby získal titul bakaláře z elektrotechniky na universitě ve Stanfordu. Zároveň vyhrál Marshallův školní pohár a titul Ph.D. (Doktor fyziky) získal v roce 1961 na universitě v Cambridge.
Až do roku 1965, kdy se vrátil zpět do Anglie, působil jako technický poradce v Organizaci spojených národů v Indii.
V Londýně v roce 1967 založil spolu se svým bratrem Dalem společnost Dolby Laboratories, ve které původně pracovali pouze čtyři zaměstnanci. Ve stejném roce oficiálně vyvinul Dolby Sound System a elektronický filtr, ačkoli jeho první americký patent byl zapsán až o čtyři roky později.
Později, v roce 1976, se přestěhoval i s firmou zpět do Spojených států (do Kalifornie). Prvním produktem Dolby Labs bylo zařízení Dolby 301 s redukcí šumu typu A. Následoval typ B a celá řada dalších technologií, které nesly společné označení Dolby.
Dolby působil i jako prezident Společnosti zvukového inženýrství (AES).

## Smrt
Na sklonku svého života trpěl Alzheimerovou chorobou, ale zemřel na leukémii, 12. září 2013 ve svém domě v San Francisku ve věku osmdesáti let.

## Dílo a odkaz
Během svého života se profesionálně věnoval prakticky jediné oblasti – zpracování zvuku. Získal desítky patentů a výsledky jeho práce natrvalo změnily způsob, jakým se v současné době poslouchá hudba, jak zní zvuk ve filmech a elektronických zařízeních, přenášejících a reprodukujích zvuk. Dolbyho technologie se staly neodmyslitelnou součástí kreativního procesu pro nahrávání zvuku nebo obrazově zvukového záznamu umělci, hudebníky, filmaři a vědci.
Prakticky každé kino je vybaveno zařízením s licencí Dolby Sound System, stejně i televizní nebo nahrávací studia se bez technologií společnosti Dolby Labs dnes neobejdou.

## Soukromí a filantropie
Ray Dolby s manželkou Dagmar byli aktivní i ve filantropii a podporovali celou řadu organizací a případů. S jejich podporou byly otevřeny zařízení jako Budova regenerační medicíny Raye a Dagmar Dolbyových na universitě v Kalifornii, centrum kmenových buněk v San Francisku či výzkumné centrum mozkového zdraví v Pacifickém zdravotním centru v Kalifornii.